# ジョセフ・ブラウン (ボクサー)
ジョセフ・ブラウン（Joseph Brown、2006年10月13日 - ）は、カナダのプロボクサー。フロリダ州ベロビーチ出身。

## 来歴

### アマチュア時代
全米アマチュア選手権で6度優勝し、67勝無敗の戦績を残した。

### プロ時代
2023年10月24日、サンタ・マルタのコリセオ・デ・ペスカイト・デビッド・ルイス・ウレチェで、フランシスコ・バレとミドル級4回戦を行い、初回2分45秒KO勝ちを収めデビュー戦を白星で飾った。
2024年3月15日、メキシコで、ハサエル・ヤネス・メンドーサとミドル級4回戦を行い、2回2分28秒TKO勝ちを収めた。
2024年8月24日、メキシコシティのアレナ・シウダ・デ・メヒコで、ホセ・アントニオ・ムニョス・グアダラマとスーパーウェルター級4回戦を行い、2回1分31秒TKO勝ちを収めた。
2024年11月30日、アトランティックシティのACX1スタジオで、カルロ・リッチとスーパーウェルター級4回戦を行い、4回3-0（40-36 × 3）の判定勝ちを収めた。

## 戦績
- アマチュアボクシング：67戦 67勝 無敗
- プロボクシング：4戦 4勝 (3KO) 無敗

| 戦           | 日付           | 勝敗 | 時間    | 内容    | 対戦相手                               | 国籍           | 備考           |
| ------------ | -------------- | ---- | ------- | ------- | -------------------------------------- | -------------- | -------------- |
| 1            | 2023年10月24日 | ☆    | 1R 2:45 | KO      | フランシスコ・バーレ                   | ベネズエラ     | プロデビュー戦 |
| 2            | 2024年3月15日  | ☆    | 2R 2:28 | TKO     | ハサエル・ヤネス・メンドーサ           | メキシコ       |                |
| 3            | 2024年8月24日  | ☆    | 2R 1:31 | TKO     | ホセ・アントニオ・ムニョス・グアダラマ | メキシコ       |                |
| 4            | 2024年11月30日 | ☆    | 4R      | 判定3-0 | カルロ・リッチ                         | アメリカ合衆国 |                |
| テンプレート |                |      |         |         |                                        |                |                |